# Питгарт, Франтишек
Франтишек Питгарт (чеш. František Pithart; 1915 — 20 октября 2003) — чешский шахматист.

## Биография
В 1950-е годы был одним из ведущих чехословацких шахматистов. Шесть раз участвовал в финалах чемпионатов Чехословакии по шахматам и два раза (1955, 1965) завоевал бронзовую медаль. Участник многих международных турниров по шахматам. В 1956 году поделил третье место в Праге, а в 1973 году занял третье место в Тршинеце.
Представлял сборную Чехословакии на крупнейших командных шахматных турнирах:
- в шахматной олимпиаде участвовал в 1952 году;
- в командном чемпионате Европы по шахматам участвовал в 1957 году и в командном зачете завоевал бронзовую медаль.